# گورستان مجارشین
گورستان تاریخی مجارشین مربوط به دوران‌های تاریخی پس از اسلام است و در شهرستان اسکو، بخش مرکزی، دهستان گنبرف، روستای مجارشین واقع شده است. این گورستان که در آن سنگ قبرها دارای نوشته‌هایی به زبان عربی هستند که نشان دهنده رواج نوشتن زبان عربی در زمانهای دور در این روستا می‌باشد.

## نگارخانه

گورستان تاریخی مجارشین
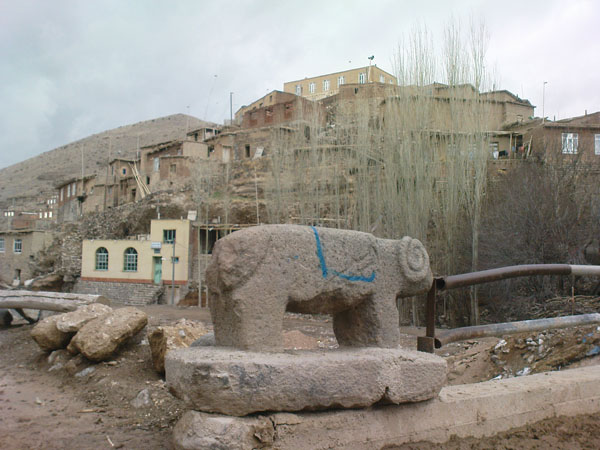